# Gerry Murphy (entrenador)
Gerry Murphy (Dublin, República de Irlanda; 22 de julio de 1943 – Sligo, República de Irlanda;  23 de mayo de 2025) fue un entrenador de fútbol irlandés.

## Equipos
| Periodo   | Club                  |
| --------- | --------------------- |
| 1970-1975 | Rawthorpe WMC         |
| 1975–1983 | Bradley Rangers FC    |
| 2007      | Huddersfield Town AFC |
| 2008      | Huddersfield Town AFC |

## Logros
- Premio Football League's Contribution to Football en 2005.[4]